# Saga Kjalnesinga

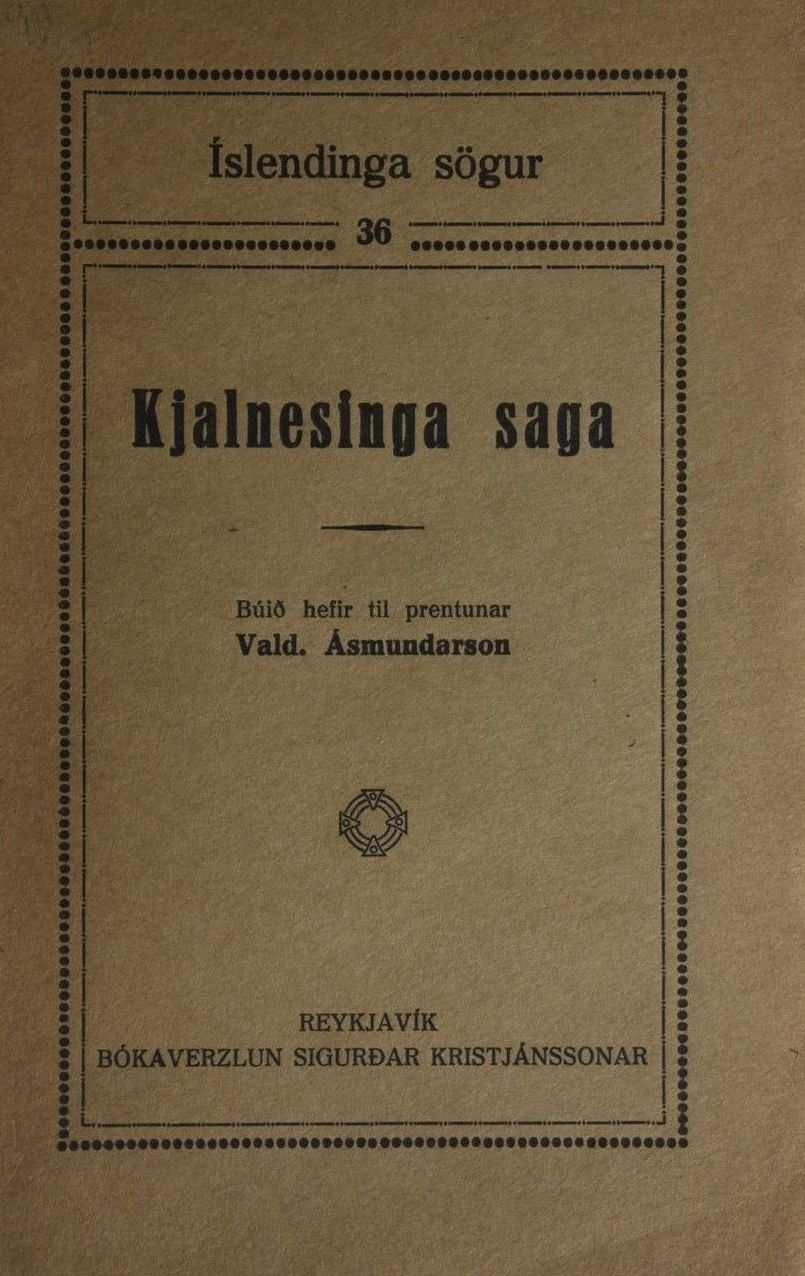
Portada d'una edició de la Saga Kjalnesinga (1931)

La Saga Kjalnesinga (o Història dels habitants de Kjalarnes) és una saga islandesa. La data de composició sol situar-se'n a mitjan s. XIV. El protagonista n'és Búi Andrídason, en els temps del regnat d'Harald I de Noruega, que desenvolupa una trama molt amena i prou recurrent en altres sagues llegendàries. L'autor sembla versat en els secrets del seu districte, en què transcorre la major part de l'argument.

## Trama
Búi passa un temps al Regne de Dórfi, a Dofrafell, Noruega, i corteja la seua filla Fríðr, amb qui té un fill anomenat Jókull, la paternitat del qual Búi rebutja. En un capítol de la saga, el rei Harald prepara una jornada de lluita lliure i enfronta Búi amb un home negre (blámaðr), en principi com un esdeveniment esportiu, però que fregava l'ajust de comptes. Segons la saga, Búi no duia més armes que una fona que solia lligar-se al cos, i era prou precís en el tir. En una ocasió l'emboscaren al turó d'Orrustuhóll dos homes, Helgi i Vakr, i els seus sequaços, i va tenir prou amb la fona i un grapat de pedres per matar-ne quatre abans d'obligar-los a fugir. La saga acaba amb el motiu arquetípic del duel a mort entre pare i fill: Jökull mata el seu pare en un holmgag (duel) en revenja per l'abandó i menyspreu a la seua mare i a ell mateix.

## Rerefons
El rerefons de la saga són les tensions entre els islandonoruecs pagans i els irlandesos cristians, als quals Helgi bjóla Ketilsson havia permés instal·lar-se a la zona de Kjalarnes, a prop de l'actual Reykjavík. Des d'aquesta perspectiva, és interessant la descripció que es fa en el capítol II de la saga del temple pagà alçat per Þorgrímr, el fill d'Helgi bjóla.

## Traduccions
- The Saga of the People of Kjalarnes. Translated by Robert Cook and John Porter. In: Vaig veureðar Hreinsson (General Editor): The Complete Sagues of Icelanders including 49 Tals. Reykjavík: Leifur Eiríksson Publishing, 1997. Volume III, pàg. 305-328. ISBN 9979-9293-3-2.